# Waldorf–Astoria (1893–1929)
O Waldorf–Astoria foi um hotel de luxo localizado em Manhattan, Nova Iorque, Estados Unidos. Ele na verdade se originou como dois hotéis, o Waldorf Hotel e o Astoria Hotel, construídos lado a lado por parentes rivais, o primeiro em 1893 e o segundo em 1897, ambos na Quinta Avenida. O Waldorf–Astoria foi fechado e demolido em 1929 para dar lugar ao Empire State Building. Seu sucessor, o Waldorf Astoria New York, foi inaugurado em 1931 na Avenida Park.
O Waldorf original foi inaugurado em 13 de março de 1893 na esquina da Quinta Avenida com a 33ª Rua, no local onde o milionário John Jacob Astor III havia anteriormente construído sua mansão. O edifício foi projetado por Henry Janeway Hardenbergh no estilo renascentista alemão, possuindo 69 metros de altura, quinze aposentos públicos, 450 quartos e mais cem quartos para empregados, com as instalações de limpeza localizadas nos andares superiores. Ele foi mobiliado com móveis europeus trazidos pelo proprietário fundador George Boldt e sua esposa Louise. O Salão Empire era o maior aposento do Waldorf, tornando-se um dos melhores restaurantes da cidade pouco depois de sua abertura.
O Astoria foi inaugurado em 1 de novembro de 1897 na esquina da Quinta Avenida com a 34ª Rua, bem ao lado do Waldorf. Ele também foi projetado por Hardenbergh no mesmo estilo renascentista alemão, tendo 82 metros de altura, 25 aposentos públicos e 550 quartos para hóspedes. O salão de bailes foi decorado no estilo Luís XIV e era considerado o elemento mais distinto do hotel, possuindo uma capacidade de setecentos lugares para banquetes e 1700 para concertos musicais. A Sala de Jantar Astor era uma reprodução fiel da sala de jantar original que existia na mansão que ocupava o terreno.
Os dois hotéis se fundiram em 1897 e foram conectados por um corredor de trezentos metros apelidado pela imprensa de "Beco do Pavão", tendo ao todo 1300 quartos, tornando-se o maior hotel do mundo na época. O Waldorf–Astoria foi pensado especificamente para satisfazer as necessidades da classe alta de Nova Iorque e visitantes estrangeiros importantes. Foi o primeiro hotel do mundo a oferecer luz elétrica completa e banheiros particulares. O Waldorf ganhou renome mundial por seus jantares e bailes para arrecadação de fundos, assim como seu maître Oscar Tschirky.

## História

### Waldorf e início

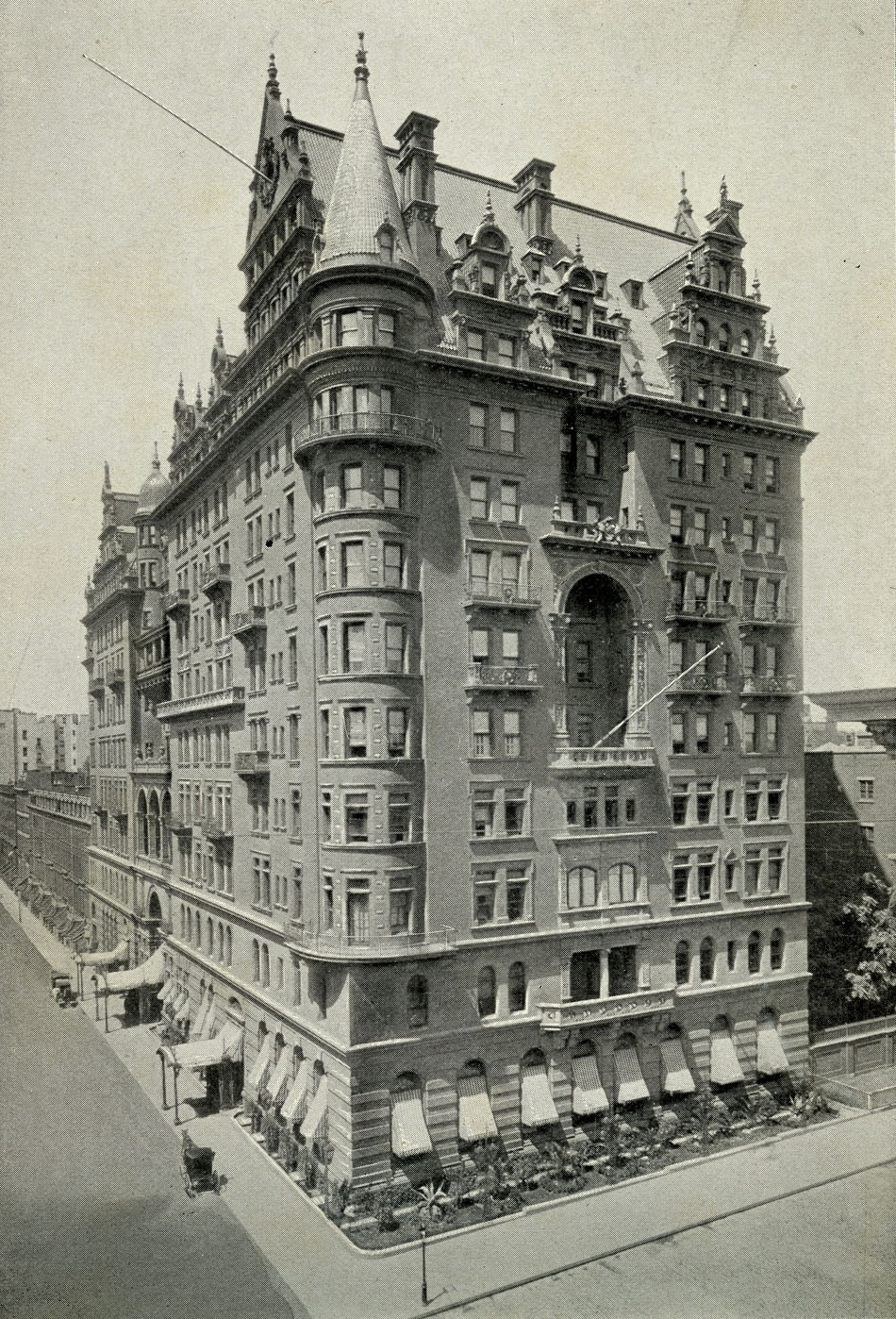
O Waldorf em 1893.

John Thompson comprou em 1799 um terreno de oito hectares por 482 libras esterlinas, aproximadamente entre a Avenida Madison, 36ª Rua, Sexta Avenida e 33ª Rua, imediatamente ao norte da fazenda de Caspar Samler. John Jacob Astor comprou o terreno de Thompson em 1826, assim como o de John e Mary Murray, que eram donos de uma fazenda na Colina Murray, área que hoje vai da Avenida Madison até a Avenida Lexington, entre a 34ª e 38ª Ruas. Seu filho, William Backhouse Astor, comprou metade da propriedade em 1827 por 20.500 dólares, incluindo a Quinta Avenida da 32ª a 35ª Rua. Ele construiu uma modesta casa de tijolos vermelhos na esquina sudoeste da Quinta Avenida com a 34ª Rua, enquanto o filho deste, John Jacob Astor III, levantou uma casa na esquina noroeste da 33ª Rua.
William Waldorf Astor, parcialmente motivado por uma briga com sua tia Caroline Schermerhorn Astor, construiu o Waldorf Hotel ao lado da casa dela, no local da antiga mansão de seu pai na esquina da 33ª Rua. O hotel foi erguido segundo as espeficicações do proprietário fundador George Boldt, que também era dono do Bellevue-Stratford Hotel, um hotel de luxo na Filadélfia, Pensilvânia, junto com sua esposa Louise Kehrer Boldt. Os planos originais era para que o Waldorf tivesse onze andares. Entretanto, Louise Boldt acreditava que treze era seu número da sorte e conseguiu persuadir o marido a adicionais mais dois andares ao edifício. A briga entre Caroline e William piorou ainda mais depois da decisão dele de construir um hotel ao lado da casa da tia, porém, com o auxílio de Boldt, John Jacob Astor IV conseguiu convencer sua mãe a mudar-se para outra casa. O Waldorf Hotel, nomeado em homenagem a pequena cidade de Walldorf na Alemanha, o lar ancestral dos Astor, foi inaugurado em 13 de março de 1893.
O Waldorf no início foi alvo de chacota devido seu grande número de banheiros e ficou brevemente conhecido como "Folly de Boldt" ou "Folly de Astor", com a percepção geral sendo que tal hotel palaciano não tinha lugar em Nova Iorque. Ele parecia destinado ao fracasso. Novaiorquinos ricos ficaram bravos por acharem que a construção do Waldorf estava arruinando um bairro bom. Viajantes à negócios o achavam muito caro e muito longe dos centros comerciais. Sabendo de tudo isso, Boldt resolveu realizar no hotel no dia de sua inauguração um concerto beneficente para o Hospital de Santa Maria para Crianças. O hospital era uma caridade favorita daqueles no Registro Social norte-americano. Apesar da chuva, o salão de bailes lotou com muitas das famílias ricas da cidade, que pagaram cinco dólares pelo concerto e por um jantar no Waldorf. A Orquestra Sinfônica de Nova Iorque, sob a regência do maestro Walter Damrosch, proporcionou a música para o concerto. As mulheres da época normalmente não aventuravam-se para dentro de hotéis, mesmo quando propriamente acompanhadas, porém na ocasião da inauguração elas realizaram um tour especial pelo estabelecimento.
Boldt também fez notícias ao insistir que todos os garçons do Waldorf tivessem a barba raspada, apesar dele mesmo ter uma barba, porém sua decisão de contratar o jovem Oscar Tschirky como maître foi um dos principais fatores que levaram ao sucesso do hotel. Tschirky era bem-apessoado, humilde e muito disposto a cuidar das necessidades de seus hóspedes individualmente. Trinta anos depois, ele ainda era capaz de lembrar do dia da inauguração e dos nomes dos presentes naquele dia. Os negócios logo melhoraram e o Waldorf fez 4,5 milhões de dólares em seu primeiro ano, valor exorbitante para o período. O Waldorf adicionou mais cinco andares em 1895. Isto desceu seu salão de bailes para o andar térreo; esta mudança trouxe muitas festas e jantares que costumavam ocorrer em casas particulares. Adjacente estava o Salão de Carvalho, onde podia-se sentar ao lado de grandes lareiras que sempre ficavam acesas. Os garçons, durante os invernos, ofereciam batatas assadas com manteiga para os hóspedes.

### Astoria e fusão

O Astoria em 1901.

Quando foi tomada a decisão de construir um segundo hotel ao lado do Waldorf, disposições de trégua foram estabelecidas entre os Astor para que certos direitos de propriedade fossem mantidos. O projeto usava corredores para conectar os dois edifícios, existindo até mesmo uma provisão para que os corredores fossem selados caso necessário. John Jacob Astor IV inaugurou o Astoria Hotel em 1 de novembro de 1897, bem ao lado do Waldorf. Ele foi nomeado em homenagem à cidade de Astoria no Oregon, que fora fundada em 1811 por John Jacob Astor, ficando localizado no local da antiga casa de William Backhouse Astor e sendo alugado por Boldt.
Os dois hotéis ficaram sob uma única gestão de Boldt e acabaram renomeados como o Waldorf–Astoria. O hotel ficava na Quinta Avenida e era cercado por ruas em todos os lados. O estabelecimento ficou com dimensões de 61 metros de largura por 110 metros de comprimento, possuindo ao todo treze entradas que davam diretamente para as ruas ao redor. Ele ainda estendia-se treze metros no subsolo para uma área adicional de 23 metros por 74 metros em direção da Broadway, onde ficavam localizados as caldeiras, cozinhas, instalações de limpeza e até mesmo a Waldorf-Astoria Cigar Company. A distância da calçada até o teto do observatório era de 76 metros. Era o maior hotel do mundo na época. O custo combinado dos dois hotéis, excluindo as mobílias, foi de quinze milhões de dólares em valores da época. O valor avaliado em 1897 era de 12,125 milhões de dólares, fazendo do Waldorf–Astoria o segundo local mais valorizado na Quinta Avenida depois da loja da B. Altman and Company. Segundo o autor Sean Dennis Cashman, o hotel transformou-se em "um símbolo bem sucedido da opulência e realização da família Astor".
O hotel passou a enfrentar competição forte no começo do século XX, com uma grande variedade de hotéis surgindo em Nova Iorque, como por exemplo o Hotel Astor em 1904, o The St. Regis também em 1904, o Knickerbocker Hotel em 1906 e o Savoy-Plaza Hotel em 1927. O hotel estava ficando datado no começo da década de 1920, com a vida social elegante de Nova Iorque tendo se mudado para muito mais ao norte da 34ª Rua. A família Astor por fim vendeu o hotel para os desenvolvedores do Empire State Building, com o Waldorf–Astoria sendo fechado em 3 de maio de 1929 e demolido pouco depois. Seu novo edifício, localizado na Avenida Park entre 49ª e 50ª ruas, foi inaugurado em 1 de outubro de 1931. Seus registros originais estão preservados na Biblioteca Pública de Nova Iorque.

## Sociedade
O Waldorf desde o início sempre foi uma "hospedagem obrigatória" para dignitários estrangeiros. Li Hongzhang, vice-rei da China, hospedou-se no hotel em 1896 e comeu pratos feitos com ovos de cem anos de idade que havia trazido consigo. Li também trouxe seus próprios fogões, chefs e criados para que preparassem e servissem suas refeições. Ele ordenou assim que foi embora que uma cesta cheia de rosas fosse entregue a todas as hóspedes mulheres do hotel, também sendo muito generoso com os presentes que deu para os funcionários. Um jantar luxuoso foi organizado em 1902 para o príncipe Henrique da Prússia; além disso, o Waldorf tinha construído uma entrada privativa na 33ª Rua e instalado um elevador. A equipe também fora chamada para formar uma "brigada de baldes" para poder preparar o banho do príncipe depois de ter ocorrido um problema com o encanamento da suíte real. Um dos primeiros residentes ricos foi o empresário John Warne Gates de Chicago, que costumava apostar no mercado de ações e depois jogar pôquer no hotel. Ele pagava cinquenta mil dólares por ano para alugar suítes, tendo sua própria entrada e elevador particulares. A grã-duquesa Vitória Feodorovna da Rússia foi convidada na década de 1920 para hospedar-se no hotel.
O Waldorf–Astoria ganhou renome por seus bailes e jantares de arrecadação de fundos, que regularmente atraíam pessoas notáveis como Andrew Carnegie. Banquetes para figuras proeminentes e nobres estrangeiros eram frequentemente realizados no salão de bailes. Tschirky realizou em 11 de fevereiro de 1899 um jantar que o New York Herald Tribune descreveu como o mais caro na história da cidade. Cada convidado pagou aproximadamente 250 dólares, tendo sido servidos ostras azuis, sopa de tartaruga, lagosta, pato avermelhado e framboesas azuis. Alguns meses depois, 120 marinheiros do cruzador USS Raleigh receberam um banquete, durante o qual o ambiente foi decorado com estandartes de seda e bandeiras. Um artigo de jornal do mesmo ano afirmou que em qualquer momento o hotel tinha pelo menos sete milhões de dólares em objetos de valor guardados em seu cofre, uma prova da riqueza de seus hóspedes. Banquetes, comparecidos por centenas, foram realizados em 1909 para o explorador Frederick Cook em setembro e para Elbert Henry Gary, um dos fundadores da U.S. Steel, no mês seguinte. O comitê de inquérito do Senado sobre o naufrágio do RMS Titanic foi aberto no hotel em 19 de abril de 1912 e continuou lá até mudar-se para Washington, D.C..
O hotel também desempenhou um papel em melhorar a situação das mulheres na sociedade, que podiam ser admitidas sozinhas sem a necessidade de acompanhantes. Louise Boldt foi uma figura importante na evolução da ideia de um grande hotel urbano que também atuasse como centro social, particularmente no conceito de deixá-lo atrativo para que as mulheres o considerassem um ambiente para eventos sociais ou para que apenas fossem vistas frequentando o edifício. O Waldorf–Astoria foi o primeiro hotel a abandonar salões exclusivos para mulheres e proporcionar espaços onde elas podiam jogar bilhar e tênis de mesa. Foi também o primeiro hotel novaiorquino  a disponibilizar um salão inteiro para o chá da tarde. Os chás começaram no Jardim Waldorf e o número de pessoas que compareciam foi tão alto que logo o Salão Empire e o Salão Rosa precisaram ser abertos também para poder acomodar todos os convidados. Homens podiam entrar no chá apenas se estavam acompanhados de mulheres.
Existia também a Orquestra Waldorf–Astoria sob a direção de Joseph Knecht, que anteriormente fora concertino assistente na Ópera Metropolitana. A orquestra era formada por cinquenta músicos e era mantida por Boldt ao custo anual de cem mil dólares. Ela tocava regularmente às noites de domingo em concertos realizados no salão de bailes. O Waldorf–Astoria Bar era um dos locais favoritos de muitos da elite financeira de Nova Iorque desde a inauguração em 1893, com clientes frequentes incluindo Diamond Jim Brady, Buffalo Bill e Bat Masterson. Vários coquetéis foram inventados no bar do hotel, incluindo o Rob Roy e o Bobby Burns.

## Arquitetura
Pelo lado de fora, os três primeiros andares de ambos os hotéis eram feitos de arenito vermelho, enquanto o resto do edifício até o telhado era todo construído de tijolos vermelhos e terracota vermelha. O Waldorf–Astoria ficava sobre uma fundação de rocha sólida e continha uma estrutura interna totalmente feita de aço e à prova de fogo. Os espaços públicos ficavam nos dois primeiros andares, enquanto a Waldorf-Astoria Cigar Company ficava localizada no porão.
O hotel após a união em 1897 tinha 1300 quartos e 178 banheiros, fazendo do Waldorf–Astoria o maior hotel do mundo na época. Havia um telefone em cada quarto e serviço de primeira classe, com o hotel sendo pensado especialmente para atender às necessidades da classe alta de Nova Iorque, além de visitantes estrangeiros importantes. Foi o primeiro a oferecer luz elétrica completa e banheiros particulares, possuindo um bom número de banhos turcos e russos para os hóspedes relaxarem. Vários andares eram arranjados como se fossem hotéis separados para oferecer maior conforto. Cada andar tinha sua própria equipe, número de telefone, serviço de quarto e refrigeradores. Os corredores e banheiros tinham seus próprios aquecimentos. A família Astor também incluiu um vitral de Walldorf no hotel, ficando localizado no lado da 33ª Rua sobre a entrada principal para o Jardim de Palmeiras Sul.

### Waldorf
O Waldorf foi construído a um custo de aproximadamente cinco milhões de dólares e foi inaugurado em 13 de março de 1893 na esquina da Quinta Avenida com a 33ª Rua, no local onde o milionário John Jacob Astor III originalmente havia construído sua mansão. O hotel tinha 69 metros de altura, por volta de quinze metros a menos que o Astoria, uma fachada de trinta metros na Quinta Avenida e uma área total de 6,5 mil metros quadrados. Era um edifício no estilo renascentista alemão projetado pelo arquiteto Henry Janeway Hardenbergh, contendo quinze aposentos públicos e 450 quartos, com mais cem quartos para funcionários, enquanto as instalações de limpeza ficavam nos andares superiores. O The New York Times chamou o Waldorf de um palácio pouco depois dele ter sido inaugurado em 1893.
O exterior possuía loggias, varandas, grupos de chaminés e telhados de azulejo. Um dos principais elementos era o pátio interno do jardim que continha fontes, flores, paredes de terracota branca, afrescos e vitrais. A entrada principal do hotel era "protegida por uma marquise de vidro fosco e ferro forjado", enquanto o salão de entrada foi construído com mármore, chão com mosaico e teto decorado. A recepção original do Waldorf tornou-se a mesa de registro quando ele fundiu-se com o Astoria em 1897.
Além da recepção estava um corredor que levava ao Salão Empire, com uma alcova ao lado contendo os elevadores e a grande escadaria. Ali perto existia o Salão Maria Antonieta, que era usada como sala de recepção para as mulheres. Era mobilhada com antiguidades do século XVIII trazidas da Europa em 1892 pelo casal Boldt, incluindo um busto de Maria Antonieta e um relógio antigo que pertencia a ela. O teto tinha afrescos por Will Hicok Low, com o principal sendo O Nascimento de Vênus. O Café dos Cavalheiros era mobiliado com "painés de carvalho negro robustos, murais e candelabros de chifres de veado".
O Salão Empire era o maior e mais luxuosamente decorado aposento de todo o Waldorf, tornando-se pouco depois de sua inauguração um dos melhores restaurantes de Nova Iorque, rivalizando com o Delmonico's e o Sherry's. Ele foi modelado a partir do grande salão construído pelo rei Luís II da Baviera dentro do Palácio Nymphenburg em Munique, tendo tapeçarias de cetim, estofamentos e pilares de mármore todos em verde claro e afrescos pintados por Frank Crowninshield. O restaurante do Waldorf era todo decorado no estilo império e seus pilares eram de mármore verde escuro, enquanto as pilastras opostas eram de mogno, com entalhes nos painéis. O topo e a base das colunas e pilastras eram foleadas a ouro. O teto era dividido por vigas pesadas que iam de coluna a coluna, com o espaço entre essas sendo dividido entre painéis de diferentes formatos com molduras. O esquema de cores era em tintas de verde claro e creme. Os painéis no teto tinham afrescos com pinturas em vermelho roseado sobre azul claro. As paredes eram principalmente de mogno e ouro, sobrando pouco espaço entre as aberturas para um pouco mais de cor. Dentre os outros aposentos estava uma sala de fumar no estilo turco, com divãs baixos e antigas armaduras mouras como decoração, e o salão de bailes, que era adornado de branco e ouro no estilo Luís XIV.
Os Apartamentos de Estado do Waldorf consistiam de nove suítes e ficavam localizados no segundo andar. Os apartamentos, incluindo o Salão de Desenho Henrique IV, tinham antiguidades francesas e italianas dos séculos XVI e XVII, também trazidas da Europa pelo casal Boldt. O Quarto Francisco era uma reprodução de um aposento do Palácio de Fontainebleau. Os apartamentos tinham suas próprias salas de música e sala de refeições com capacidade para vinte pessoas, com uma grande coleção de porcelanas que incluíam  48 pratos com retratos europeus. Existiam por volta de seis mil lâmpadas no Waldorf, com pelo menos mil delas sendo pequenas lâmpadas colocadas em candelabros especialmente projetados para o hotel. As luminárias elétricas foram projetadas e criadas pela Archer & Pancoast Manufacturing Company, enquanto o contrato para a instalação elétrica geral ficou com a Edison Illuminating Company, porém o trabalho de fiação foi feito pela General Electric.

### Astoria
O Astoria foi inaugurado em 1 de novembro de 1897 e ficava na esquina da Quinta Avenida com a 34ª Rua. Também foi projetado por Hardenbergh no mesmo estilo renascentista alemão que o Waldorf. Suas dimensões eram de 30 metros de largura por 110 metros de comprimento. Tinha altura de 82 metros e dezesseis andares, incluindo os quatro andares do telhado. O edifício foi construído de pedra, mármore e tijolos, possuindo uma estrutura de aço e um interior moderno à prova de fogo. O Astoria foi embelezado por "torres com teto de mansarda do Segundo Império Francês com crosta de ferro trabalhado e também domos barrocos austríacos sobre as torres dos cantos". Existiam 25 aposentos públicos e 550 quartos, além de quilômetros de corredores, vestíbulos e salões. A entrada tinha um conjunto duplo de portas de vidro laminado para proteger o interior do frio e também uma calçada em U para cavalos e carruagens.
O corredor principal foi apelidado pela imprensa novaiorquina de "Beco do Pavão" e conectava os dois hotéis. O corredor e a sala de estar tinham pilastras e colunas feitas de mármore e um esquema de cores rosa-salmão nas paredes e teto, além de creme e verde claro. O topo dos pilares era de ouro foleado ou envernizado. O corridor principal tinha todo o comprimento do hotel de leste a oeste. À esquerda do corredor estava a Sala de Jantar Astor, de frente para a Quinta Avenida, que media quinze metros por 28 metros. Grande cuidado foi tomado para reproduzir fielmente a sala de jantar original da mansão de William Backhouse Astor, três andares acima de onde ela ficava, com todos os painéis, carpetes, cortinas, cornija de lareira e pilastras e colunas renascentistas italianas sendo feitas de mármore do norte da Rússia. Os painéis de tapeçarias de seda eram de pompadour vermelho, com uma série de murais pintados por Charles Yardley Turner preenchendo os painéis e arcos no lado sul da sala. À direita do corredor principal estava o Pátio de Jardim de Palmeira, que media 27 por dezessete metros, elevava-se por três andares até um domo de vidro âmbar dezessete metros acima do chão. Este local também era usado como salão de jantar. Era decorado em estilo italiano com mármore cinza, terracota e Pavonazzo. Também ao lado do corredor estava o café, medindo doze por 29 metros e finalizado com carvalho inglês no estilo renascentista alemão e decoração flamenca. O bar ficava em outro salão de doze por quinze metros.
No pé da grande escadaria no primeiro andar estava a Galeria Astor, um espaço de 27 por 31 metros que dava vista para a 34ª Rua. A galeria possuía sete janelas francesas e tinha um teto quase oito metros acima do chão, levado também a um terraço que ficava sobre a entrada no hotel. O interior foi finalizado no estilo do Hôtel de Soubise, com um esquema de cor de azul, cinza e dourado. O chão era um assoalho de tacos e no lado sul, oposto às janelas da rua, estavam mais janelas que davam vista para o corredor principal. A varanda dos músicos era poiada em dois cariátides e ficava na ponta leste. Todos os parapeitos da varanda eram de metal dourado. Havia quatro murais, dois em cada ponta da galeria, e doze painéis pendentes pintados por Edward Simmons, seis em cada lado, que representavam as quatro estações e os doze meses do ano. O Salão Colonial era decorado em vermelho para contrastar com a marcenaria branca. No segundo andar estavam suítes particulares na esquina noroeste, com grandes salas de desenho, sala de jantar, copa do mordomo, três quartos, três quartos para criadas e cinco banheiros, todos adornados com carvalho inglês. Todos os andares do terceiro ao décimo quarto eram para suítes e quartos. Havia um banheiro em quase todos os quartos e todos tinham janelas. Também em cada quarto existia um grande armário.
O salão de bailes no estilo Luís XIV era considerado o principal elemento de todo o Astoria, medindo vinte metros de largura por 29 de comprimento por doze de altura. Tinha capacidade para setecentas pessoas em banquetes e 1200 para concertos, com seu desenho incluindo tons de marfim-cinza e creme. Vocalistas famosos da época como Enrico Caruso e Nellie Melba se apresentaram no salão, enquanto o maestro Anton Seidl realizou uma série de concertos no local no decorrer do ano em que os dois hotéis se fundiram. Era possível comprar ingressos para a temporada de concertos: um camarote custava 350 dólares e um acento no piso principal do salão de bailes era sessenta dólares.
O último andar era um jardim coberto, fechado em todos os lados e no teto por vidro. Ele foi mobiliado com cadeiras e espreguiçadeiras de vime em verde claro e rosa. Existia uma grande esplanada no teto do lado da 34ª Rua de 27 por 61 metros, possuindo coreto, fontes e colunas de treliças. O restaurante do jardim ocupava um espaço de 23 por 26 metros e era coberto por um teto a 7,3 metros de altura. Nos cantos nordeste e noroeste do jardim estava torres com escadarias em espiral que levavam ao telhado de cobre dos pavilhões, que ficavam 76 metros acima da rua. Os jardins de palmeiras eram usados como cafés chegavam a uma altura de dois e três andares e tinham tetos de domo feitos de vidro colorido. Varandas nos vários andares davam vista para esses pátios. Os materiais usados eram tijolos creme e terracota, tendo o estilo renascentista italiano.
No subsolo ficavam os maquinários dos elevadores, bombas de incêndio, bombas do encanamento, fábrica de gelo e as seis caldeiras. O sistema do elevador era elétrico e ia desde o porão até o telhado, sendo movido por geradores que ficavam no edifício. O Astoria tinha ao todo dezoito elevadores. As caldeiras eram capazes de gerar três mil cavalos de potência, enquanto os geradores elétricos ficavam com 2200 cavalos de potência de toda a energia. Existiam quinze mil lâmpadas incandescentes instaladas em 7500 pontos. O sistema de aquecimento e ventilação para os aposentos públicos pegava ar fresco do exterior e o aquecia moderadamente nas caldeiras, em seguida sendo enviado por dutos que ramificavam para os vários salões. O calor era aumentado ainda mais por radiadores diretos colocados atrás de telas nos recessos das janelas e outros pontos.